# شالا (الهه)
شالا الهه بین‌النهرینی  آب‌وهوا و غلات و همسر خدای آب‌وهوا ادد بود. فرض بر این است که او از شمال بین‌النهرین سرچشمه گرفته و ممکن است نام او ریشه هوری داشته باشد. او به ویژه در کرکر و زابان پرستش می‌شد که از مراکز مذهبی همسرش نیز به شمار می‌رفت. او برای اولین بار در دوره بابلی باستان گواهی شده، اما ممکن است که الهه سومری همتا، مدیمشا، قبلاً همسر همتای ادد، ایشکور، در زمان‌های قبلی بوده باشد.
هم در تعدادی از متن‌های نسبتاً متأخر بین‌النهرینی و هم در تحقیقات مدرن، او گاهی با شلاش، الهه سوری که همسر داگان می‌دانند، اشتباه گرفته می‌شود.

## نام
چنین پذیرفته شده است که نام شالا ریشه‌شناسی اکدی قابل قبولی ندارد و ممکن است که از کلمه هوری šāla، به معنای دختر، گرفته شده باشد. پژوهشگرانی که منشا هوری را به شالا نسبت می‌دهند عبارتند از گری بکمن و دانیل شومر. نظریه‌ای که کمتر قابل قبول در نظر گرفته می‌شود، آن را هم‌خانواده کلمهٔ عبری šālah، به معنای «بی‌خیال بودن» یا «بی‌توجه بودن» می‌داند. فرانس ویگرمن پیشنهاد می‌کند که منشأ آن از یک زبان سامی و ممکن است به معنای «تندرستی» باشد.
املای این نام در متن‌های سومری و اکدی به صورت dŠa-la است. املای دیگری با مصوت بلند، dŠa-a-la نیز گواهی شده است. املای لوگوگرافی نام بسیار نادر است، اگرچه در یک متن، صورت لوگوگرام dME.DIM.ŠA گواهی شده است  که قرائت آن Shala است.
در فهرست خدای آن = آنوم، نام‌های جایگزین شالا شامل مدیمشا (به سومری: «دارای اندام‌های دوست‌داشتنی»)، شوزابارکو (به سومری: «او با دست برنزی درخشان»)، موشمهوش، کینوسوم و انملولو است. فقط دو مورد اول از این نام‌ها، خارج از فهرست‌های خدا گواهی شده است. در یک مورد در یک متن دو زبانه، شالا در نسخهٔ اکدی و شوزابارکو در نسخهٔ سومری ظاهر می‌شود. نام دیگری که از منابع دو زبانه شناخته شده، موهورانکی است. یک آهنگ بالاگ از کتابخانه آشوربانیپال مینونِسی و شوبانونا را در میان نام‌های او ذکر کرده است. همین تصنیف همچنین او را با لقب dumu-é-a خطاب می‌کند، که به «فرزند خانه» یا «دختر خانه» ترجمه شده است؛ این لقب به الههٔ عشق نانایا و گونورا، دختر الهه پزشکی نینیسینا نیز اطلاق می‌شود. در یک متن توضیحی متأخر، شوزابارکو به‌عنوان «شالای خرِد»، مدیمشا به‌عنوان «شالای تمامیت» و شالا با نام اصلی‌اش «شالای مردم و شبنم» تعریف شده است.